# Topné hnízdo

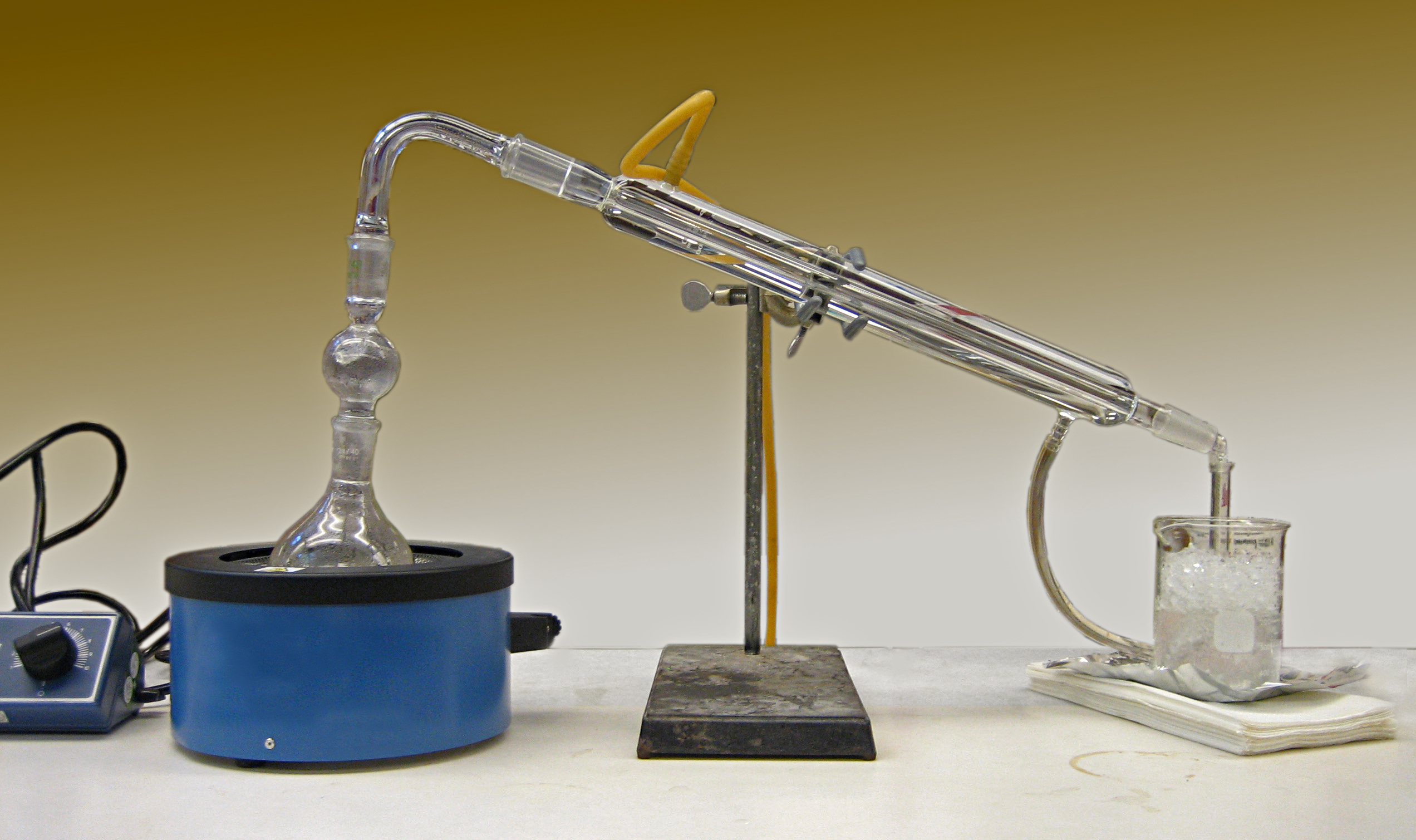
Ukázka sestavení jednoduché destilační aparatury se setrupným chladičem – topné hnízdo je modrý přístroj vlevo dole

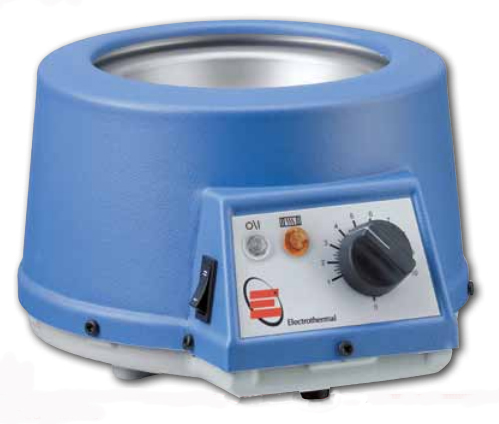

Topné hnízdo je elektrický laboratorní přístroj, určený k ohřevu obsahu destilačních a varných (reakčních) baněk. Nejčastější využití je při destilaci či extrakci pod zpětným chladičem (reflux, Soxhletova extrakce). Uvnitř je topná spirála a síťka, do které se pokládá baňka. Pro snazší manipulaci a odstavení topení bez nutnosti rozebrání aparatury (nebo nouzové) se podkládá distančním prvkem – stojánek či korkový kruh (na baňky). Výhodou je stálý tepelný tok a zamezení nechtěnému ochlazování baňky vnějšími vlivy (náhlé větrání, změna tahu digestoře a pod.)
Základní pojetí pro nespecializovanou laboratorní činnost (typicky výuka) má pouze číselnou stupnici pro regulaci příkonu (1–4).
Profesionální pak mají nejen regulaci teploty (°C), ale i možnost dosahování vysokých teplot, umístění více baněk či možnost míchání magnetickým míchadlem spolu s regulací otáček.